# Jeroen Straathof
Johannes Nicolaas Maria Straathof, dit Jeroen Straathof, né le 18 novembre 1972 à Zoeterwoude (Hollande-Méridionale), est un patineur de vitesse néerlandais mais également coureur cycliste spécialiste de la piste.
Il est le seul sportif à ce jour à avoir concouru à la fois aux Jeux olympiques d'été, aux Jeux olympiques d'hiver et aux Jeux paralympiques. 

## Patinage de vitesse
Jeroen Straathof a commencé sa carrière sportive en tant que patineur de vitesse dont il est devenu champion du monde junior à Varsovie en 1992. Sa distance de prédilection était le 1 500 mètres et il n'a participé qu'à un seul championnat international de sa carrière.
Il a fait ses débuts aux Jeux olympiques d’hiver de 1994 à Lillehammer en se qualifiant sur la distance du 1 500 mètres avec une place finale de neuvième. En 1996, l'Union internationale de patinage introduit les Championnats du monde simple distance de patinage de vitesse et Straathof devient le premier champion du monde sur 1 500 mètres. Il n'a jamais pu égaler cette performance ni se rapprocher d'une autre médaille, et il est passé au cyclisme sur piste.

## Cyclisme sur piste handisport
En tant que pilote du tandem, Jeroen Straathof a fait équipe en tandem avec le cycliste handicapé visuel Jan Mulder. En 1998, ils ont pris part aux Championnats du monde et ont remporté la médaille d'argent. Aux Championnats d’Europe de 1999, ils ont remporté la médaille d’or. Un an plus tard, ils sont sacrés champions paralympiques lors des Jeux paralympiques de Sydney dans la discipline de la poursuite en tandem catégorie open.

## Cyclisme sur piste
Jeroen Straathof décide de faire un autre changement en intégrant l'équipe néerlandaise de poursuite par équipe ; qualifiée pour les championnats du monde, les coureurs finissent septième en 2002, neuvième en 2003 et quatrième en 2004. L'équipe, composée de Straathof, Jens Mouris, Peter Schep et Levi Heimans, participe aux Jeux olympiques d'été de 2004, où elle se classe cinquième. Après ces Jeux olympiques, Straathof met fin à sa carrière sportive professionnelle.